# A Marshall-szigetek történelme
Marshall-szigetek történelme:

## A kezdetek
A Marshall-szigetek kezdeti történelméről keveset tudni. A kutatók egyetértenek abban, hogy az első lakók Délkelet-Ázsiából 3000 évvel ezelőtt érkeztek ide. 

## Gyarmatosítás
Az első európai a szigeteken a spanyol Alonso de Salazar volt, aki 1529-ben szállt partra. A szigetek nevét John Marshall angol felfedezőről kapta, aki 1799-ben érkezett ide. A szigetcsoportot 1874-ben Spanyolország magának követelte. 
Végül 4,5 millió dolláros kártérítés és pápai közvetítés után a spanyolok átengedték a szigeteket Németországnak 1885-ben. A németek ezután kereskedelmi állomásokat létesítettek a szigeteken, ahol a helyi törzsfőnök uralkodott német felügyelet alatt. Az első világháború alatt Japán átvette az ország irányítását. A japánokat 1944-ben követték az amerikaiak, akik január 31-én szálltak partra az egyik szigeten. 
1946 és 1958 között az Amerikai Egyesült Államok összesen 67 kísérleti nukleáris robbantást hajtott végre a szigeteken.

## Függetlenség
1979. május 1-jén az amerikai kormányzat felügyelete alatt elfogadták a Marshall-szigetek alkotmányát (mely tartalmazott a brit és amerikai alkotmányból is elemeket), majd kikiáltották a köztársaságot. 

## Napjainkban
Miután az ország elnyerte függetlenségét, több demokratikus választást is tartottak. Az 1999-es választások folyamán az Egyesült Demokrata Párt nyert. A Marshall-szigetek 1986-ban szerződést kötött az Egyesült Államokkal, melynek értelmében kártérítést kaptak a nukleáris tesztrobbantások helyszíneiért, valamint a területen működő amerikai katonai támaszpontok használatáért.

## Fordítás
- Ez a szócikk részben vagy egészben  a   History of the Marshall Islands című angol Wikipédia-szócikk fordításán alapul.  Az eredeti cikk szerkesztőit annak laptörténete sorolja fel. Ez a jelzés csupán a megfogalmazás eredetét és a szerzői jogokat jelzi, nem szolgál a cikkben szereplő információk forrásmegjelöléseként.